# Manipulador remoto

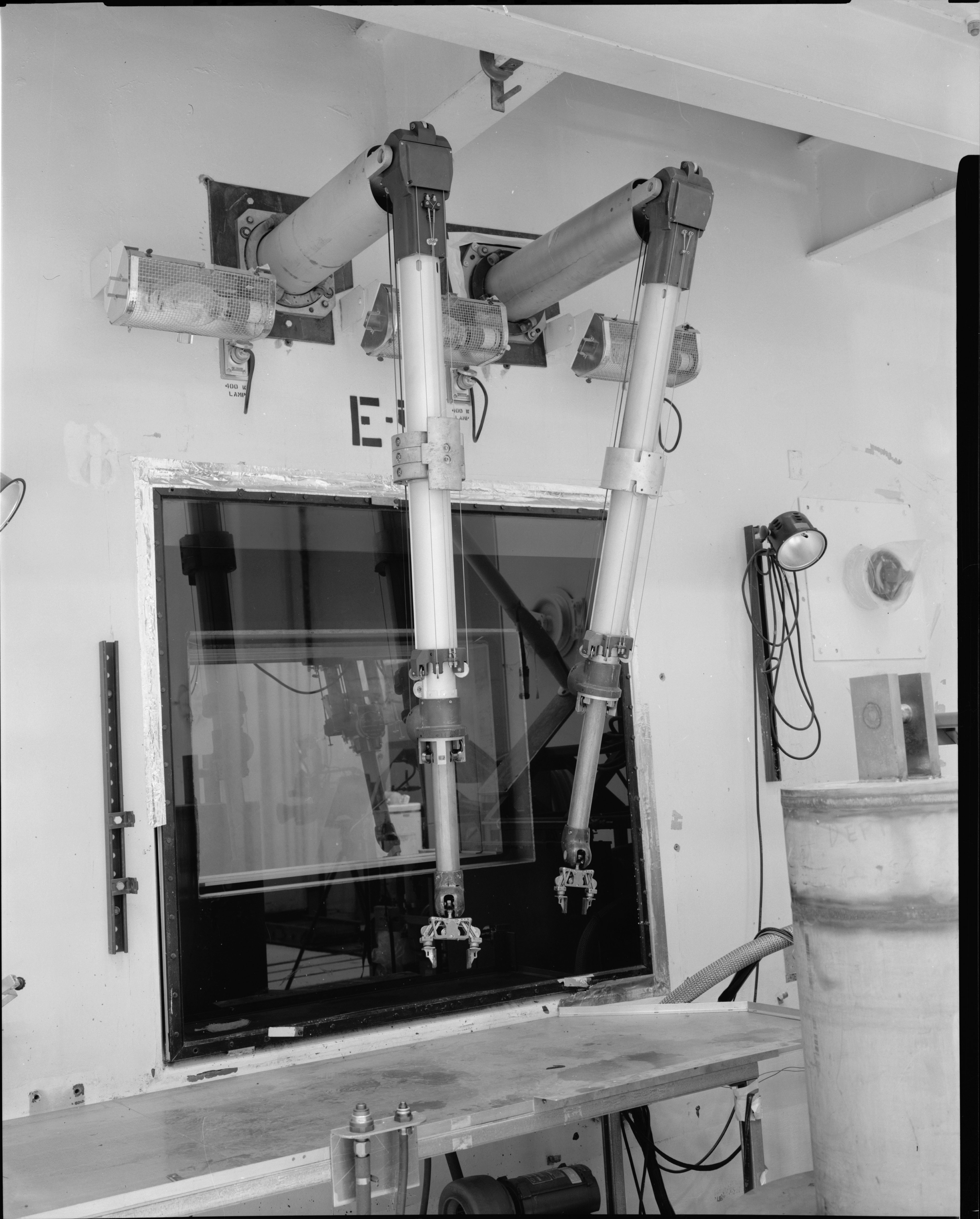
Brazos manipuladores dentro de la Bahía Caliente de la Instalación de Montaje y Desmontaje de Mantenimiento de Motores, en el Área 25 del Sitio de Pruebas de Nevada.

Un manipulador remoto, también conocido como telefactor, telemanipulador o waldo (por el cuento "Waldo" de 1942 de Robert A. Heinlein que presenta a un hombre que inventa y usa tales dispositivos), es un dispositivo que, a través de dispositivos electrónicos, hidráulicos o mecánicos, permite que un operador humano controle un mecanismo similar a una mano. El propósito de un dispositivo de este tipo suele ser mover o manipular materiales peligrosos por razones de seguridad, similar al funcionamiento y juego de un juego de grúa de garras.

## Historia
En 1945, la empresa Laboratorios Central Researchrecibió el contrato para desarrollar un manipulador remoto para el Laboratorio Nacional Argonne. La intención era reemplazar los dispositivos que manipulaban materiales altamente radiactivos desde arriba de una cámara sellada o celda caliente, con un mecanismo que funcionara a través de la pared lateral de la cámara, lo que permitía al investigador trabajar de pie con normalidad.
El resultado fue el Manipulador Maestro-Esclavo Mk. 8, o MSM-8, que se convirtió en el icónico manipulador remotovisto en noticieros y películas, como La amenaza de Andrómeda o THX 1138.
Robert A. Heinlein afirmó que los manipuladores remotos tenían un origen mucho más antiguo.El escribió que la idea de los "waldos" se le ocurrió después de leer un artículo de 1918 en Popular Mechanics sobre "un pobre hombre aquejado de miastenia gravis ... [que] ideó complicados mecanismos de palanca para poder usar la poca fuerza que tenía". Un artículo en Science Robotics sobre robots, ciencia ficción y accidentes nuclearesanaliza cómo los waldos de ciencia ficción son ahora un tipo importante de robots del mundo real utilizados en la industria nuclear.